# 原田貴和子
原田 貴和子（はらだ きわこ、1965年5月21日 - ）は、日本の女優。本名も同じ。所属事務所は個人事務所のショーン・ハラダ。マネジメントは委託事務所パシフィック・ボイス、原田知世の実姉。

## 人物・経歴
- 出身 長崎県長崎市
- 身長 163cm
- 血液型 A型。
- 1986年スペイン・イタリア・日本合作による『アフガニスタン地獄の日々』にてスクリーンデビュー（日本未公開、東宝よりビデオ発売。すでに廃盤）。国内では大林宣彦監督の角川映画『彼のオートバイ、彼女の島』でデビュー。
- 2001年に一般会社員と結婚したが、2011年に離婚[4]。
- 結婚当初は芸能界を引退していたが、後に復帰して活動中。一男一女の母である。

## 出演

### 映画
- アフガニスタン地獄の日々（1986年、日本未公開）
- 彼のオートバイ、彼女の島（1986年、東宝・角川映画） - 主演・白石美代子 役
- キャバレー（1986年、角川映画）
- 恋する女たち（1986年、東宝） - 吉岡比呂子 役
- 私をスキーに連れてって（1987年、東宝） - 佐藤真理子 役
- 漂流教室（1987年、東宝東和）
- 誘惑者（1989年、ヘラルド・エース） - 吉井はるみ 役
- ゴジラvsキングギドラ（1991年、東宝） - 森村千晶 役[1]
- 真夏の地球（1991年）
- 結婚（1993年、松竹） - 花村華子 役
- 長い散歩（2006年、ゼロピクチャーズ）
- たみおのしあわせ（2008年）
- ペコロスの母に会いに行く（2013年） ‐ 岡野みつえ（若い頃） 役
- はなちゃんのみそ汁（2016年） -  片桐医師 役

### テレビ
- 二十歳の祭り（1986年、TBS）
- 橋を渡る蝶（1987年、NHK）
- ある日の啄木（1988年、NHK）
- 原宿かぐや姫伝説（1988年、TBS）
- 天才・たけしの元気が出るテレビ!!「湘南ドラマ] （1988年、日本テレビ）
- ハッピーバースデイ殺人事件（1988年、フジテレビ）
- 不倫の恋も恋は恋（1988年、フジテレビ）
- 震える目（1989年、フジテレビ）
- 男と女のミステリー「心はロンリー気持ちは「…」IX」（1989年11月24日、フジテレビ）
- 市川準の東京日常劇場『釣り堀』（1990年4月10日 - 13日、テレビ朝日）
- すてきな片想い（1990年、フジテレビ） - 園部育美 役
- 世にも奇妙な物語 『みどり紙』（1991年、フジテレビ）
- AD・リターンズ（1992年10月9日、TBS系）
- 十年愛（1992年、TBS系） - 洋子 役
- ネオドラマ「銀の水」（1992年、テレビ朝日）
- 徹底的に愛は…（1993年、TBS） - 佐伯てるの 役
- 土曜ワイド劇場「眠りの森の美女殺人事件」（1993年、テレビ朝日） - 浅香未緒 役
- ifもしも 第9回『「別れましょう」か「結婚しましょう」か』（1993年7月8日、フジテレビ）
- 並木家の人々（1993年、フジテレビ） - 朝吹京子 役
- 夏!デパート物語（1995年、TBS）
- 金曜時代劇「宝引きの辰捕物長」（1995年、NHK）
- 新・腕におぼえあり（1995年、NHK）
- 土曜ワイド劇場「京都お見合ツアー殺人事件」（1998年、テレビ朝日）
- 世にも奇妙な物語 『ホーム、スィートホーム』（1998年、フジテレビ）
- 女と愛とミステリー
  - 「和泉教授夫妻シリーズ1」（2001年） - 島田露子 役
  - 「獄門島」（2003年、テレビ東京）
  - 「花の罠-奈良･大和路殺人事件」（2003年、テレビ東京）　- 御影真理子
- 父に奏でるメロディ（2005年、NHK BS hi）
- わたしが子どもだったころ「タレント　ルー大柴」（2008年、NHK BS hi） - 母・智子 役 ※再現ドラマ部分

### バラエティ番組
- 地球おいしいぞ!（1989年、日本テレビ）
- 原田知世・貴和子の好奇心いっぱいイタリア縦断（1990年、日本テレビ）
- ウッチャンナンチャンのやるならやらねば! もうひとつの並木家の人々（フジテレビ）

### ラジオ
- 男と女のフェイズ・ワン（1988年、TFM）
- バカンス・ア・ラ・モード（1989年、bayfm）
- ポップライブラリー（2003年、NHK-FM）

### ナレーション
- テレビ絵本〜パパとぼく〜（2006年、NHK教育）

### CM
- 資生堂『She's』
- 高砂殿
- 大塚製薬『ザ・カルシウム』（妹の原田知世と共演）
- NTT 携帯電話
- アンネ『アンネタンポンOB』

## ディスコグラフィ

### シングル
| 発売日             | 規格               | 規格品番           | 面                 | タイトル                 | 作詞               | 作曲               | 編曲               |
| キャニオンレコード | キャニオンレコード | キャニオンレコード | キャニオンレコード | キャニオンレコード       | キャニオンレコード | キャニオンレコード | キャニオンレコード |
| ------------------ | ------------------ | ------------------ | ------------------ | ------------------------ | ------------------ | ------------------ | ------------------ |
| 1986年3月21日      | EP                 | 7A0566             | A                  | 彼のオートバイ、彼女の島 | 阿久悠             | 佐藤隆             | 清水信之           |
| 1986年3月21日      | EP                 | 7A0566             | B                  | 題名のないバラード       | 阿久悠             | 佐藤隆             | 清水信之           |

### アルバム

#### サウンドトラック
- 「彼のオートバイ、彼女の島」オリジナル・サウンドトラック（1986年4月21日、キャニオンレコード、C28A0487）－　「彼のオートバイ、彼女の島」収録。「題名のないバラード」は、原田貴和子版と渡辺典子版で収録。

#### オムニバス・アルバム
- ねらわれた学園／彼のオ-トバイ彼女の島～大林宣彦監督作品サントラコレクション（1998年3月1日、バップレコード、VPCD81242）－　「彼のオートバイ、彼女の島」収録。「題名のないバラード」は歌：渡辺典子で収録。

## 著書
- 『原石』(1997年、扶桑社)

## 受賞
- 第12回大阪映画際
  - 主演女優賞『彼のオートバイ、彼女の島』
- 第8回ヨコハマ映画祭
  - 最優秀新人賞『彼のオートバイ、彼女の島』
- 第28回 高崎映画祭
  - 最優秀助演女優賞『ペコロスの母に会いに行く』
- おおさかシネマフェスティバル2014
  - 助演女優賞 『ペコロスの母に会いに行く』